# Eugène Brouillard
Pour les articles homonymes, voir Brouillard (homonymie).
Eugène Brouillard, né à Lyon le 9 mai 1870 et mort dans la même ville le 15 avril 1950, est un peintre français. Il est une figure majeure de la peinture lyonnaise du début du XXe.

## Biographie
Eugène Antoine Brouillard naît le 9 mai 1870 à la Croix-Rousse, au 15 de la rue Calas. Son père Adolphe est tulliste et sa mère Clémentine Boutoille, couturière. Il se marie en 1903 à Lyon (4e) avec Pauline Antoinette Bruiset. Il habitera toute sa vie à la Croix-Rousse qu'il revendique comme son village. Pourtant ses parents viennent du Nord : cette origine influencera ses goûts pour les peintres flamands et, naturellement, pour le paysage. Tout jeune, il travaille pour la fabrique, qui réunit les acteurs de l'industrie textile. Grâce aux cours du soir, il devient dessinandier, spécialiste de la denteIle, s'établit à son compte et acquiert une indépendance financière qu'il revendiquera farouchement et qui lui permettra de s'exprimer comme il l'entend. Handicapé très jeune par une coxalgie, son art reste un art libre. Avant d'être reconnu, il intègre la vie des Salons locaux et participe activement à la création du Salon d'Automne de 1906 et de la Société des Artistes Lyonnais. Brouillard expose pour la première fois dans un Salon en 1890, puis poursuit par quelques envois sporadiques qui s’intensifieront à partir de 1903, pour ne plus s’arrêter jusqu’à sa mort. Autodidacte, il apprend au contact des oeuvres des maîtres qui l'attirent : Carrand, Corot et Puvis de Chavannes d'abord, et sans doute les nabis ou l'école de Pont-Aven. Plus tard, Signac, Ravier et, surtout, Vernay. Eugène Brouillard était ami d’autres peintres de l’école lyonnaise comme Francisque Pomat et Bruno Guillermin, et d’écrivains comme Pierre Aguétant, dont il illustra des poèmes. Brouillard est un peintre paysagiste qui adopte dans ses paysages du Lyonnais une technique personnelle, assez voisine du pointillisme : il indique plans et volumes par de larges touches posées avec régularité, d’où une certaine impression de papillonnement que le spectateur corrige en s’éloignant de la toile. Brouillard peint notamment de vues en bordure des étangs de la Dombes qui reprend souvent les mêmes thèmes, achevant ses diverses périodes par un expressionnisme simplifié à partir de 1939. En 1920, il a peint 18 panneaux sur le thème du "Poème des saisons, des arbres et des eaux" pour la salle des mariages de la mairie du 3e arrondissement. Officier de l'instruction publique (1922) et Chevalier de la Légion d'Honneur (1934), Eugène Brouillard s'éteint à la Croix-Rousse le 15 avril 1950.

## Œuvres
(liste non exhaustive)

### Dessins, aquarelles
- S - D     -  Les grands arbres; Fusain et encre sur papier bistre; Sbd; Dim; H:32,5 cm × L:38,5 cm (vente du 10 octobre 2011, lot n° 66 accidents sur le papier)
- Illustrations du livre La vie à Lyon de 1900 à 1937 de Pétrus Sambardier

### Peintures
- 1902   -   L'Approche de la Tempête renommé  Les Furies; HST; Sbg; Dim; H: 97 cm × L:195 cm (vente du 10 octobre 2011, lot n°61)
- 1920   -  Immeubles à la Croix-Rousse, huile sur carton, collection privée
- 1920   - 18 panneaux pour l'Hôtel de Ville du IIIe arrondissement de Lyon  salle des mariages: Le Poème des saisons - Des arbres et des eaux -
- 1920-1925 ca - Fin de banquet,  carton sur panneau, 51 × 75 (vente France, 2010)
- S - D     -  Le Gros caillou sous la neige, huile sur carton, collection privée[3]
- S - D     -  Les Arbres dorés, HST (vente France, 2010)
- S - D     -   Les démolitions; HST; S; Dim; H: × L:
- S - D     -   La fuite des populations devant le fléau; HST; S; Dim; H: × L:
- S - D     - Lône du Rhône au soleil levant; HST; S; Dim; H: × L:
- S - D     -  Après la pluie; HST; S; Dim; H: × L:
- S - D     - Ouvrier sur le quai; HSCarton; Sbg; Dim; H:39,5 cm × L:25,5 cm (vente Salle Ravier Lyon le 10 octobre 2011, lot n° 197)
- S - D     -  Projet pour le grand panneau de la salle du restaurant lyonnais panorama du Rhône dans la traversée de Lyon; Détrempe sur Carton; Sbg; Dim; H:16 cm × L:84 cm (vente ludi 10 octobre 2011)

## Collections publiques
- Lyon, hôtel de ville du IIIe arrondissement, salle des mariages :  18 panneaux décoratifs, dont Le Poème des saisons et Des arbres et des eaux, 1920
- Lyon, musée des beaux-arts :
  - Convoitise, huile sur toile, H. 33 cm x L. 41 cm[4]
  - Les Démolitions, huile sur toile, H. 89 cm x L. 146.5 cm[5]
  - Portrait d'un Hollandais, vers 1905, huile sur bois, H. 48 cm x L. 40 cm[6]
  - Printemps au colombier, huile sur carton, H. 52 cm x L. 75 cm, avant 1928[7]
  - L'Approche de la tempête (Les Furies), huile sur toile, H. 97 cm x L. 195 cm, vers 1907
  - Rochers au bords de la mer", huile sur carton, H. 56 cm x L. 38,5 cm[8]

## Salons et expositions
- 1904 : Salon d'automne de Lyon, palais de Bondy à Lyon
- 1907 : Salon d'Automne de Lyon, L'Approche de la Tempête, renommé Les Furies
- Exposition universelle de 1937 à Paris : décoration du pavillon lyonnais, en collaboration avec Pierre Combet-Descombes (1885-1966), Antoine Chartres (1903-1968), Jean Couty (1907-1991), Jacques Laplace (1890-1955), Étienne Morillon (1884-1949) et H. Vieilly
- Du 13 au 22 décembre 2011 : Lyon, 18 quai Bondy, exposition Eugène Brouillard, Dialogue avec la Modernité, plus de 150 œuvres

## Hommages
- Une plaque commémorative est posée sur le mur du 21-23 rue d'Austerlitz : maison qu'il occupa de nombreuses années, à proximité du Gros Caillou à Lyon.